# Репассаж
Репассаж — профессиональный термин, обозначающий профилактический ремонт часов, включающий в себя полную разборку и сборку часового механизма, чистку, удаление старой смазки и нанесение новой, при необходимости, ремонт или замену повреждённых или изношенных деталей и узлов механизма, а также последующую проверку точности хода.
Механические часы, не бывшие в употреблении, подлежат чистке, смазке и регулированию спустя полтора года со дня выпуска предприятием-изготовителем, периодичность обслуживания эксплуатируемых часов должна указываться в паспорте на часы.
Репассаж - в холодной листовой штамповке означает дополнительный (второй) проход (пробивку) пуансоном оформляемого отверстия в детали, со съемом материала около 0.25 мм на сторону. Обычно применяют для достижения более высокого класса шероховатости стенок отверстия.

## Этимология
От французского фр. re — пере, фр. passage — проход.

## Интересные факты
В современном французском языке слово репассаж не имеет отношения к ремонту часов, а означает глаженье.